# Frederick Engelhardt
Frederick William « Fred » Engelhardt (né le 14 mai 1879 à New York et décédé le 25 juillet 1942 dans le Bronx) est un athlète américain spécialiste de la longueur et du Triple saut. Son club était le Mohawk Athletic Club.

## Biographie

### Palmarès
| Date | Compétition           | Lieu        | Résultat | Épreuve          | Performance |
| ---- | --------------------- | ----------- | -------- | ---------------- | ----------- |
| 1904 | Jeux olympiques d'été | Saint-Louis | 4e       | Saut en longueur | 6,63 m      |
| 1904 | Jeux olympiques d'été | Saint-Louis | 2e       | Triple saut      | 13,90 m     |

### Records
| Épreuve          | Performance | Lieu | Date |
| ---------------- | ----------- | ---- | ---- |
| Saut en longueur | 6,99 m      |      | 1903 |
| Triple saut      | 14,18 m     |      | 1903 |